# 삽탄자

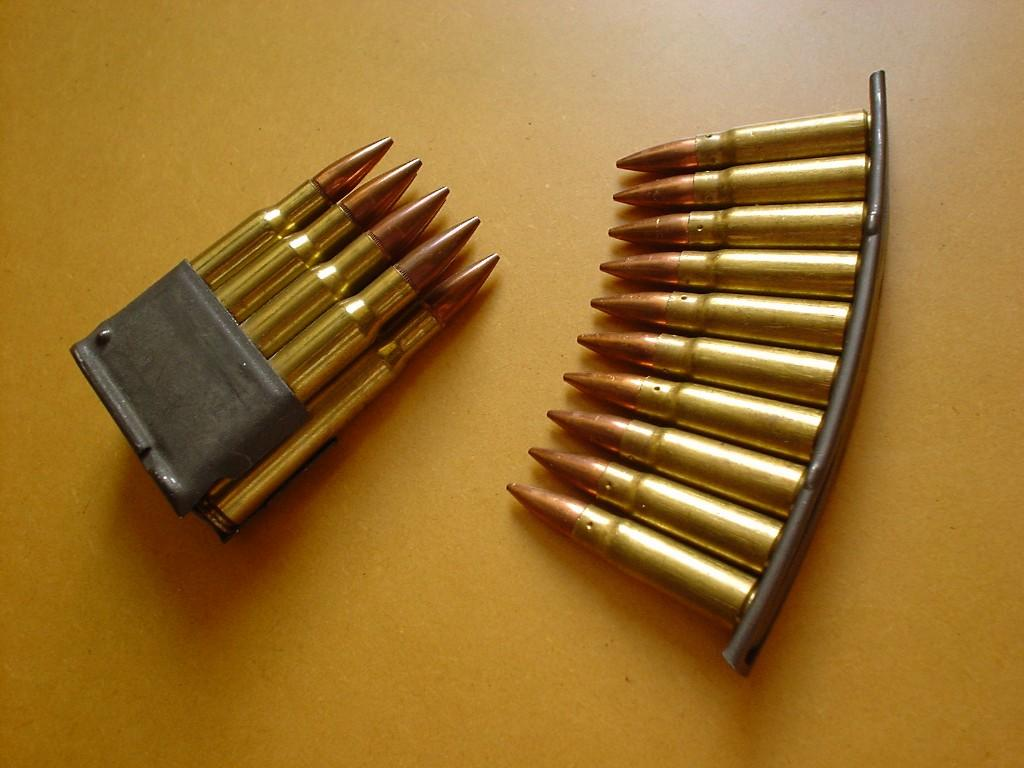
M1 개런드 엔블록 클립(왼쪽)과 SKS 스트리퍼 클립(오른쪽) 비교

삽탄자 또는 클립(clip)은 탄창이나 화기 실린더에 삽입하기 위한 단위로 여러 탄약을 함께 보관하는 데 사용되는 장치이다. 이렇게 하면 느슨한 탄약처럼 개별적으로 총기를 장전하는 것이 아니라 동시에 여러 발을 장전하여 프로세스 속도를 높일 수 있다. 여러 유형이 있으며 대부분은 저렴한 스탬프 판금으로 만들어지며 일반적으로 일회용으로 만들어지지만 보관하고 재사용하는 경우가 더 많다.